# Макадам, Джон
Джон Лаудон Макадам (англ. John Loudon McAdam; 21 сентября 1756, Эр — 26 ноября 1836, Моффат) — шотландский инженер-дорожник, который разработал технологию строительства дорог с щебёночным покрытием.

## Биография
Родился в городе Эр в Шотландии. В 1770 году вслед за родственниками отправился в США, где заработал довольно значительное состояние на финансовых операциях, первоначально в фирме, принадлежавшей его дяде. В 1783 году вернулся в Шотландию, чтобы воплотить в жизнь свои проекты по улучшению дорожного строительства.
В 1815 году Макадам был назначен инспектором Бристольской дорожной компании. Разработал для неё надёжное дорожное покрытие (тип щебёночной одежды), состоявшее из дроблёного камня и гравия, которые плотно укладывались толстым слоем, образуя прочное основание дороги, одновременно улучшающее дренаж. Это покрытие в дальнейшем стало называться макадам по имени изобретателя, в другом источнике, указано что это покрытие представляло собой род мостовой, когда правильно отёсанные камни укладываются плотно без щебня. Со временем инженеры добавили гудрон для связки камней, и это покрытие приобрело название «тармакадам» (англ. tar — гудрон) или сокращенно «тармак».
С 1820 года в Западной Европе стала распространяться новая система устройства дорог Мак-Адама, которая в связи с последующими наблюдениями и введением в 1834 году французским инженером Полонсо укатки щебёночной одежды, дала начало применяемому повсеместно способу устройства шоссе в Европе.
В 1823 году разработки Макадама по строительству дорог были приняты после парламентского обсуждения вопроса.
В 1827 году Макадам был назначен главным дорожным инженером Британии.
Умер 26 ноября 1836 года в городе Моффат.
Трое сыновей Макадама, а затем и его внуки продолжили его дело и занимались дорожным строительством. Один из потомков Макадама, Ричард Маккрири (Richard McCreery), был генералом во Второй мировой войне.